# Хасан Тахсин паша
Вижте пояснителната страница за други личности с името Хасан Тахсин.
Хасан Тахсин паша (на турски: Hasan Tahsin Paşa) е османски офицер, военен комендант на Солун през Балканскате войни.

## Биография
Хасан Тахсин е роден през 1845 година в епирското село Месария, тогава в Османската империя, днес Молиста, Гърция. Завършва гръцкото училище Зосимеа в Янина. През 1870 година постъпва на работа като жандармерист в Катерини, а след това влиза в Османската армия като запасен офицер. От 1881 година командва Османската жандармерия в Янина, а по време на Гръцко-турската война от 1897 година командва 6-а трабзонска дивизия. Около 1900 година е назначен за командир на гарнизона в Солун. Между 1908 – 1910 година служи като губернатор на Йемен, след което се завръща в Солун като командир на 3-ти армейски корпус с чин ферик (генерал-лейтенант). През 1912 година напуска служба, но принудително е назначен за губернатор на Янина. През лятото на 1912 година заема командването на 8-и провизионен корпус в Солун. След началото на Балканската война води сражения с гръцката армия в Тесалия, като е победен от превъзхождащите го числено гръцки части в битката при Сарандапоро и Енидже Вардар. Според историка Георги Марков Хасан Тахсин паша, след като научава за настъпването от север на българските части, срещу солиден подкуп и правото да прехвърли турските войски към Цариград срещу българите, предава без бой Солун на намиращите се сравнително далеч от града гърци. Протоколът за предаването на града е подписан на 26 октомври (8 ноември) 1912 година.
След като е освободен от гръцката армия, Хасан паша заминава в изгнание във Франция и след това в Швейцария. Умира в Лозана през 1918 година, където и е погребан. През 1937 година останките му са прехвърлени в албанското гробище в Солун, като през 2006 година са прехвърлени във военното гробище от Балканските войни в Гефира. Неговият син Кенан Месаре (1889 – 1965), който е известен художник на пейзажи от Балканските войни, получава гръцко гражданство.